# 20469 Dudleymoore
20469 Dudleymoore este un asteroid din centura principală de asteroizi.

## Descriere
20469 Dudleymoore este un asteroid din centura principală de asteroizi. A fost descoperit pe 13 iulie 1999 la Reedy Creek de John Broughton. Asteroidul prezintă o orbită caracterizată de o semiaxă mare de 2,84 ua, o excentricitate de 0,17 și o înclinație de 2,0° în raport cu ecliptica.